# Alessandro Ciano
Alessandro Ciano (Livorno, 18 luglio 1871 – Genova, 5 giugno 1945) è stato un imprenditore e politico italiano.

## Biografia
Figlio di Raimondo, di origine napoletana, e di Argia Puppo, di origine genovese, fratello di Arturo, Costanzo e Gino, nonché zio di Galeazzo Ciano, entra nella Regia Accademia Navale di Livorno all'età di 15 anni, il 2 novembre 1885.
Ufficiale della Regia Marina sia durante la Guerra italo-turca sia nella prima guerra mondiale, ammiraglio di squadra nel 1927, dopo il conflitto, insieme con Arturo conduce gli affari di famiglia sfruttando l'appoggio del fratello Costanzo, incentrando l'attività su ditte che hanno nel ministero delle comunicazioni il loro principale acquirente o il responsabile degli appalti. Nel 1934 è presidente della Società anonima Sylos e Magazzini generali di Civitavecchia e della Società anonima Agenzie Florio, nonché consigliere delegato della Società anonima Tirrenica Flotte Riunite Florio Citra e della Società anonima Sarda di navigazione. Alle cariche dirigenziali in queste e in altre società private somma, nel 1939, la nomina a senatore.
Membro della Commissione dei lavori pubblici e delle comunicazioni dal 17 aprile 1939 al 18 giugno 1941 prima, e vicepresidente dal 18 giugno 1941 al 5 agosto 1943 poi, muore a Genova il 5 giugno 1945.